# Jovanka Šotolová
Jovanka Šotolová (* 6. listopadu 1961, Praha) je česká překladatelka z francouzštiny, literární kritička a vysokoškolská pedagožka. Zaměřuje se především na beletristická díla současných francouzských spisovatelů jako jsou Jean Echenoz, Michel Houellebecq, Jean-Philippe Toussaint a další. V letech 1985–1992 byla provdaná a uveřejňovala překlady i pod jménem Jovanka Podpěrová.

## Osobní život
Je dcerou spisovatele Jiřího Šotoly, absolvovala obor překladatelství-tlumočnictví na FF UK (1980–1985, tři roky večerní studium, pak řádné). V roce 1986 složila na FF UK rigorózní zkoušku (PhDr.). V letech 1985–90 byla cizojazyčnou redaktorkou v nakladatelstvích Artia a Aventinum v Praze, 1990–91 pracovala jako učitelka francouzštiny na gymnáziu Arabská v Praze 6, 1991–93 na prvním pražském soukromém gymnáziu PORG. Po deseti letech, kdy působila jako osoba samostatně výdělečně činná (literární překlady, redigování a lektorování pro různá nakladatelství, literární publicistika), nastoupila roku 2003 jako asistentka do Ústavu translatologie FF UK. Roku 2002 pak založila a dodnes vede internetové stránky o literatuře iLiteratura.cz. Roku 2004 spustila knižní happening knihotoč www.knihotoc.cz.

## Ocenění
- 2005 – Cena za překlad udělená Francouzským velvyslanectvím: Le Prix de traduction de l'Ambassade de France,
- 2006 – Titul Rytíře řádu Akademických palem – jmenování předsedou vlády Francouzské republiky,
- 2006 – byla oceněna tvůrčí odměnou Ceny Josefa Jungmanna za překlad francouzsky psaného díla (Jean-Philippe Toussaint, Utíkat)

## Dílo

### Překlady
- Carmignani, Jean-Carlos: Evropa romantiků. Ilustrované dějiny světa – díl 12. L'Europe des romantiques. Gemini, Praha 1995
- Cérésa, Francois: Cosetta (Cosette). Přel. Helena Beguivinová a Jovanka Šotolová. Academia, Praha 2002, 417 s.
- Echenoz, Jean: Běhat (Courir). Mladá fronta. Praha 2009, 102 s.
- Echenoz, Jean: Cherokee (Cherokee). EWA, Praha 1996
- Echenoz, Jean: Jdu (Je m'en vais). Jitro, Praha 2003, 224 s.
- Echenoz, Jean: Ravel (Ravel). Mladá fronta. Praha 2009, 96 s.
- Echenoz, Jean: U piána (Au piano). Jitro, Praha 2006, 148 s.
- Genet, Jean: Pohřební obřad (Pompes funebres). Přel. Jovanka Šotolová, básně Jiří Pelán. Garamond, Praha 2004, 276 s.
- Hak, Pavel: Vomito negro. Torst, Praha 2013, 132 s.
- Jarry, Alfred: Dny a noci, román o dezertérovi (Les jours et les nuits. Roman d'un déserteur). Garamond, Praha 2001, 160 s.
- Malaquais, Jean: Javánci (Les Javanais). Mot, Praha 2012
- Raymond-Thimonga, Philippe: Podobenství (Ressemblances). Dauphin, Praha 2002, 90 s.
- Renesance a humanismus. Ilustrované dějiny světa – díl 9. Gemini, Praha 1995, 104 s.
- Toussaint, Jean-Philippe: Autoportrét (v cizině) (L'Autoportrait (a l'étranger)). Dauphin, Praha 2002, 80 s.
- Toussaint, Jean-Philippe: Fotoaparát (L'appareil-photo). Dauphin, Praha 1997
- Toussaint, Jean-Philippe: Koupelna (La Salle de bains). Fra, Praha 2013
- Toussaint, Jean-Philippe: Milovat se (Faire l'amour). Garamond, Praha 2004, 108 s.
- Toussaint, Jean-Philippe: Televize (La télévision). Dauphin, Praha 2000, 140 s.
- Toussaint, Jean-Philippe: Utíkat (Fuir). Garamond, Praha 2006, 110 s.
- Úsvit civilizací. Ilustrované dějiny světa – díl 2. Gemini, Bratislava 1992, 104 s.
- Viel, Tanguy: Absolutní dokonalost zločinu. In Francouzská čítanka. Antologie současné francouzské prózy. Gutenberg, Praha 2004.

### Antologie
- Šotolová, Jovanka (ed.). Francouzská čítanka. Antologie současné francouzské prózy. Gutenberg, Praha 2004. 398 s.